# Нейт Робінсон
Натаніель Корнеліус Робінсон (англ. Nathaniel Cornelius Robinson; нар. 31 травня 1984, Сіетл, Вашингтон, США) — американський професійний баскетболіст. У студентські роки виступав за Університет Вашингтону, обраний 21-м на драфті НБА 2005 року. Зі зростом 1,75 м був розігруючим захиснуком у командах НБА: «Нью-Йорк Нікс», «Бостон Селтікс», «Оклахома-Сіті Тандер», «Голден Стейт Ворріорз», «Чикаго Буллз», «Денвер Наггетс», «Лос-Анджелес Кліпперс» і «Нью-Орлінс Пеліканс». 2010 року став першим триразовим чемпіоном НБА зі слем-данку..

## Ранні роки
Навчався у Сіетлі в районі Ренієр-Біч, а потім переїхав до Юніон-Сіті, Каліфорнія, де грав за місцеву школу у 2000—2001 роках. Потім він повернувся до Ренієр-Біч, де провів сезон 2001—2002. Робінсон відзначився у баскетболі, футболі та легкій атлетиці. Привів свою баскетбольну команду до рекорду 28–1 і виграв чемпіонат штату AAA у команді з Терренсом Вільямсом і близнюками Родріком і Лодриком Стюартами. У сезоні 2001—2002 років набирав у середньому 17,9 очка, сім підбирань, сім передач і три перехоплення за гру, і був визнаний гравцем року за версією штату ААА у Вашингтоні. Шкільна команда Ренієр-Біч посіла сьоме місце в національному рейтингу «Ю-Ес-Ей тудей».
10 вересня 2001 року за Робінсоном закріпили номер 2 у Ренієр-Біч.

## Студентська кар'єра
Спочатку зарахований до університету на футбольну стипендію, але на другому курсі вирішив зосередитися на баскетболі. Зіграв усі 13 футбольних ігор за 2002 рік і починав останні шість ігор як кутовий захисник футбольної команди «Хаскі», включно зі «Сан Боулом». Він перехопив дві передачі та здійснив 34 підкати.
Під час свого баскетбольного сезону на першому курсі у Вашингтоні у 2002—2003 роках увійшов до національної команди першокурсників CollegeInsider.com із 20 гравців, а також отримав нагороди команди першокурсників All-Pac-10. Очолював команду за середньою результативністю: 13,0 очок за гру, це 17 місце серед гравців Pac-10. У другому сезоні увійшов до першої команди всіх зірок Pac-10.
У квітні 2005 року оголосив про участь у драфті НБА, відмовившись від права на останній рік навчання.

## Професійна кар'єра

### «Нью-Йорк Нікс» (2005—2010)
На драфті НБА 2005 року обраний під 21-м номером командою «Фінікс Санз». Обміняний у «Нью-Йорк Нікс» разом з Квентіном Річардсоном на Курта Томаса та права на драфт Діжона Томпсона.
Робінсон зіграв у 72 іграх свого дебютного року, 26 з них стартуючи, набираючи в середньому 9,3 очка та 2,0 передачі за гру. Показав чудову гру проти «Філадельфії Севенті Сіксерс» на «Медісон-сквер-гарден», де набрав 17 очок і зробив 6 підбирань. З його 17 очок три отримав під час овертайму, що принесло перемогу команді. Під час вікенду зірок виграв змагання зі слем-данку, обійшовши Андре Ігуодала 141—140 в овертаймі, хоча йому знадобилося 14 спроб, щоб зробити останній данк. У своєму найпам'ятнішому данку вечора перестрибнув чемпіона 1986 року Спуда Вебба й отримав ідеальну оцінку в 50 балів.
Протягом сезону 2005—2006 був учасником фізичних сварок між гравцями по команді Джеромом Джеймсом і Маліком Роузом. Тренер «Нікс» Ларрі Браун навіть розглядав його пониження до Ліги розвитку НБА. Натомість він потрапив до списку неактивних на 10 ігор 24 лютого — 11 березня.
11 листопада 2006 року заблокував Яо Міна під час поразки «Нікс» від «Х'юстон Рокетс» (97–90). Це стало одним із найяскравіших моментів його кар'єри через малоймовірність події та спортивних здібностей Робінсона.
16 грудня 2006 року був одним з основних учасників бійки між «Денвер Наггетс» і «Нікс». Його дискваліфікували на 10 ігор.
2007 року брав участь у змаганні зі слем-данку, але посів друге місце після Джеральда Гріна. У другому раунді Пол Пірс витягнув картонну фігуру Робінсона, щоб закинути її, але Робінсон вийшов і став на своє місце, а Грін перестрибнув через нього, щоб завершити данк.
У сезоні 2007—2008 Робінсон набирав у середньому 12,7 очка за гру і був найкращим бомбардиром команди в 10 іграх. 8 березня 2008 року набрав рекордні за кар'єру 45 очок у поразці «Портленд Трейл Блейзерс» в овертаймі (114—120). 14 лютого 2009 року вдруге виграв змагання зі слем-данку.
1 грудня 2009 року після серії розбіжностей Майк Д'Антоні посадив Робінсона на лаву запасних. 1 січня 2010 року повернувся у матчі проти «Атланта Гокс» і набрав 41 очко з лави запасних під час перемоги «Нікс» в овертаймі. Він набрав 21 з останніх 25 очок «Нікс».
13 лютого 2010 року став першим триразовим чемпіоном зі слем-данку.

### «Бостон Селтікс» (2010—2011)

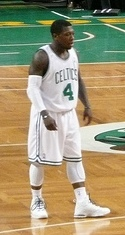
Робінсон відіграв частину двох сезонів (лютий 2010 — лютий 2011) за «Бостон Селтікс»

18 лютого 2010 року обміняний до «Бостон Селтікс» разом з Маркусом Лендрі в обмін на Едді Гауса, Білла Вокера та Джей Ар Гідденса. Робінсон зіграв у 26 іграх за «Селтікс», набираючи в середньому 6,5 очка за гру за 14,7 хвилини за гру. Був основним дублером Реджона Рондо.
Попри обмежений ігровий час зробив ключовий внесок під час плей-оф «Селтікс» того сезону. У серії, яка закінчилася 6-ю грою фіналу Східної конференції проти «Орландо Меджик», Робінсон набрав 13 очок лише за 13 хвилин, поки Рондо оговтувався від травми. Лава запасних «Селтікс», а саме Робінсон і Глен Девіс, які називали себе «Шрек і Віслюк», очолили серію 13–2 у четвертій чверті переможної четвертої гри фіналу НБА, зрівнявши серію на рівні по дві гри. «Селтікс» зрештою програли серію з семи ігор.
16 липня 2010 року повторно підписав з «Бостоном» дворічну угоду. У перші два місяці сезону Рондо грав обмежені хвилини через травму гомілковостопного суглоба, а Робінсон отримав продовжений ігровий час і з листопада до грудня провів 11 ігор. Шість ігор, які розпочинав Робінсон, були частиною серії з 14 перемог «Селтікс». До січня 2011 року Рондо і Делонте Вест не мали проблем зі здоров'ям, і Робінсон опинився на третьому місці в таблиці рівня розігруючих.

### «Оклахома-Сіті Тандер» (2011)
24 лютого 2011 року був обміняний разом з Кендріком Перкінсом в «Оклахома-Сіті Тандер» в обмін на Джеффа Гріна та Ненада Крстича.
24 грудня 2011 року, безпосередньо перед початком локауту — скороченого сезону 2011—2012, клуб відмовився від Робінсона.

### «Голден Стейт Ворріорз» (2012)
4 січня 2012 року підписав контракт з «Голден Стейт Ворріорз». 10 січня 2012 року, у відсутність Сефена Каррі, очолив «Ворріорз» з 24 очками в перемозі над «Маямі Гіт» (111—106) в овертаймі. У сезоні 2011—2012 років набирав у середньому 11,2 очка, робив 4,5 передачі та 2 підбирання в 51 зіграній грі.

### «Чикаго Буллз» (2012—2013)
31 липня 2012 року підписав однорічний контракт з «Чикаго Буллз». Через травму Дерріка Роуза Робінсон отримав багато ігрового часу, і він розпочав 23 ігри з відривом від Кірка Гайнріха. Робінсона назвали найкращим гравцем тижня Східної конференції за перший тиждень лютого після того, як він набирав у середньому 17,8 очка, 6,8 передачі та 2,5 перехоплення при 52,9 відсотка із триочкової лінії за 4 ігри. Протягом 19 ігор з 8 березня до 14 квітня він набирав у середньому 18,6 очка і 5,1 передачі, серед яких була перемога над чинним чемпіоном «Маямі Гіт» 27 березня, що перервало переможну серію з 27 ігр суперника.
Здобувши перемогу з рахунком 2–1 у серії першого раунду проти «Бруклін Нетс». У четвертій грі за менш ніж три хвилини до кінця основного матчу рахунок був 109–95 не на корист «Буллз». Робінсон набрав 12 очок, і після потрійного овертайму команда перемогла. Закінчив гру з 34 очками, зокрема 23 очки в 4-й чверті, лише на одне очко менше за рекорд Майкла Джордана в плей-оф. «Нетс» виграли наступні дві гри. Вирішальна сьома гра проходила на виїзді. «Чикаго Буллз» вперше в історії клубу здобула перемогу у виїзній грі.
У півфіналі проти «Маямі Гіт» Робінсон набрав 27 очок і дев'ять передач у грі 1. Він став поруч з Майклом Джорданом, Скотті Піппеном і Дерріком Роузом як гравцями «Буллз», які набрали принаймні 25 очок і дев'ять передач у грі плей-оф. «Буллз» програли наступні чотири гри, і «Маямі» знову стали чемпіонами НБА. Стів Керр, тодішній телевізійний аналітик, сказав після гри Робінсона в плей-оф НБА 2013 року: «може, їм доведеться поставити статую цього хлопця біля будівлі обруч з Майклом». Кевін Крафт з «The Atlantic» назвав Робінсона проривною зіркою плей-оф.

### «Денвер Наггетс» (2013—2015)
26 липня 2013 року підписав багаторічну угоду з «Денвер Наггетс». Оголосив, що носитиме номер 10 на честь футболіста Ліонеля Мессі; його улюблений номер 2 уже був закріплений за Алексом Інглішем.
23 червня 2014 року скористався правом гравця за контрактом. 13 січня 2015 року Робінсона обміняли в «Бостон Селтікс» на Джаміра Нельсона. Через два дні «Селтікс» відмовилися від нього до виходу його на майданчик.

### «Лос-Анджелес Кліпперс» (2015)
7 березня 2015 року підписав 10-денний контракт з «Лос-Анджелес Кліпперс». 17 березня підписав другий 10-денний контракт з «Кліпперс». Через травму клуб не запропонував продовжити співпрацю.

### «Нью-Орлінс Пеліканс» (2015)
16 жовтня 2015 року підписав однорічну угоду з «Нью-Орлінс Пеліканс». 29 жовтня клуб відмовилися від нього після появи команди у перших двох іграх регулярного сезону.

### «Хапоель Тель-Авів» (2016)
17 березня 2016 року підписав контракт із «Хапоелем Тель-Авів» Ізраїльської баскетбольної ліги. 19 травня поставив рекорд сезону — 46 очок у грі плей-оф проти «Хапоеля» з Єрусалиму. У 14 іграх за Тель-Авів набирав у середньому 16,2 очка, 1,6 підбирання, 2,9 передачі та 1,8 перехоплення за гру.

### «Делавер Ейті Севенерс» (2017)
8 лютого 2017 року Робінсон був придбаний командою «Делавер Ейті Севенерс» з Ліги розвитку НБА. 14 лютого дебютував у перемозі 123—101 над «Мен Ред Клоуз», заробивши три очки, три результативні передачі та три перехоплення за 18 хвилин.

### «Гуарос де Лара» (2017)
3 квітня 2017 року Робінсон підписав контракт з «Гуаросом де Лара» з венесуельської Професійної баскетбольної ліги. У липні виграв чемпіонат ліги 2017 року. Названий найціннішим гравцем гранд-фіналу.
31 липня 2018 року підписав контракт з «Хоменетмен Бейрут» з Ліванської баскетбольної ліги. У вересні 2018 року клуб відмовився від нього через травму, отриману влітку.

## Кар'єрна статистика в НБА

### Регулярний сезон
| Сезон   | Команда               | GP  | GS  | MPG  | FG%  | 3P%  | FT%  | RPG | APG | SPG | BPG | PPG  |
| ------- | --------------------- | --- | --- | ---- | ---- | ---- | ---- | --- | --- | --- | --- | ---- |
| 2005    | Нью-Йорк Нікс         | 72  | 26  | 21.4 | .407 | .397 | .752 | 2.3 | 2.0 | .8  | .0  | 9.3  |
| 2006    | Нью-Йорк Нікс         | 64  | 5   | 21.2 | .434 | .390 | .777 | 2.4 | 1.4 | .8  | .1  | 10.1 |
| 2007    | Нью-Йорк Нікс         | 72  | 17  | 26.2 | .423 | .332 | .786 | 3.1 | 2.9 | .8  | .0  | 12.7 |
| 2008    | Нью-Йорк Нікс         | 74  | 11  | 29.9 | .437 | .325 | .841 | 3.9 | 4.1 | 1.3 | .1  | 17.2 |
| 2009    | Нью-Йорк Нікс         | 30  | 2   | 24.4 | .452 | .375 | .778 | 2.4 | 3.7 | .9  | .2  | 13.2 |
| 2009    | Бостон Селтікс        | 26  | 0   | 14.7 | .401 | .414 | .615 | 1.5 | 2.0 | .8  | .0  | 6.5  |
| 2010    | Бостон Селтікс        | 55  | 11  | 17.9 | .404 | .328 | .825 | 1.6 | 1.9 | .5  | .1  | 7.1  |
| 2010    | Оклахома-Сіті Тандер  | 4   | 0   | 7.5  | .267 | .250 | .750 | .3  | 1.5 | .0  | .0  | 3.3  |
| 2011    | Голден Стейт Ворріорз | 51  | 9   | 23.4 | .424 | .365 | .832 | 2.0 | 4.5 | 1.2 | .0  | 11.2 |
| 2012    | Чикаго Буллз          | 82* | 23  | 25.4 | .433 | .405 | .799 | 2.2 | 4.4 | 1.0 | .1  | 13.1 |
| 2013    | Денвер Наггетс        | 44  | 1   | 19.7 | .428 | .377 | .835 | 1.8 | 2.5 | .8  | .1  | 10.4 |
| 2014    | Денвер Наггетс        | 33  | 1   | 14.1 | .348 | .261 | .650 | 1.2 | 2.3 | .4  | .1  | 5.8  |
| 2014    | Лос-Анджелес Кліпперс | 9   | 0   | 14.0 | .333 | .350 | .833 | 1.2 | 2.2 | .7  | .0  | 5.1  |
| 2015    | Нью-Орлінс Пеліканс   | 2   | 1   | 11.5 | .000 | .000 | .000 | .0  | 2.0 | .5  | .0  | .0   |
| Кар'єра | Кар'єра               | 618 | 107 | 22.5 | .423 | .360 | .796 | 2.3 | 3.0 | .9  | .1  | 11.0 |

### Плей-оф
| Сезон   | Команда              | GP | GS | MPG  | FG%  | 3P%  | FT%   | RPG | APG | SPG | BPG | PPG  |
| ------- | -------------------- | -- | -- | ---- | ---- | ---- | ----- | --- | --- | --- | --- | ---- |
| 2010    | Бостон Селтікс       | 17 | 0  | 7.5  | .375 | .333 | .800  | .8  | 1.1 | .4  | .1  | 4.2  |
| 2011    | Оклахома-Сіті Тандер | 3  | 0  | 4.0  | .286 | .333 | 1.000 | .0  | .3  | .0  | .0  | 2.7  |
| 2013    | Чикаго Буллз         | 12 | 8  | 33.7 | .436 | .338 | .756  | 2.7 | 4.4 | 1.0 | .2  | 16.3 |
| Кар'єра | Кар'єра              | 32 | 8  | 17.0 | .415 | .337 | .776  | 1.4 | 2.3 | .6  | .1  | 8.6  |

## Особисте життя

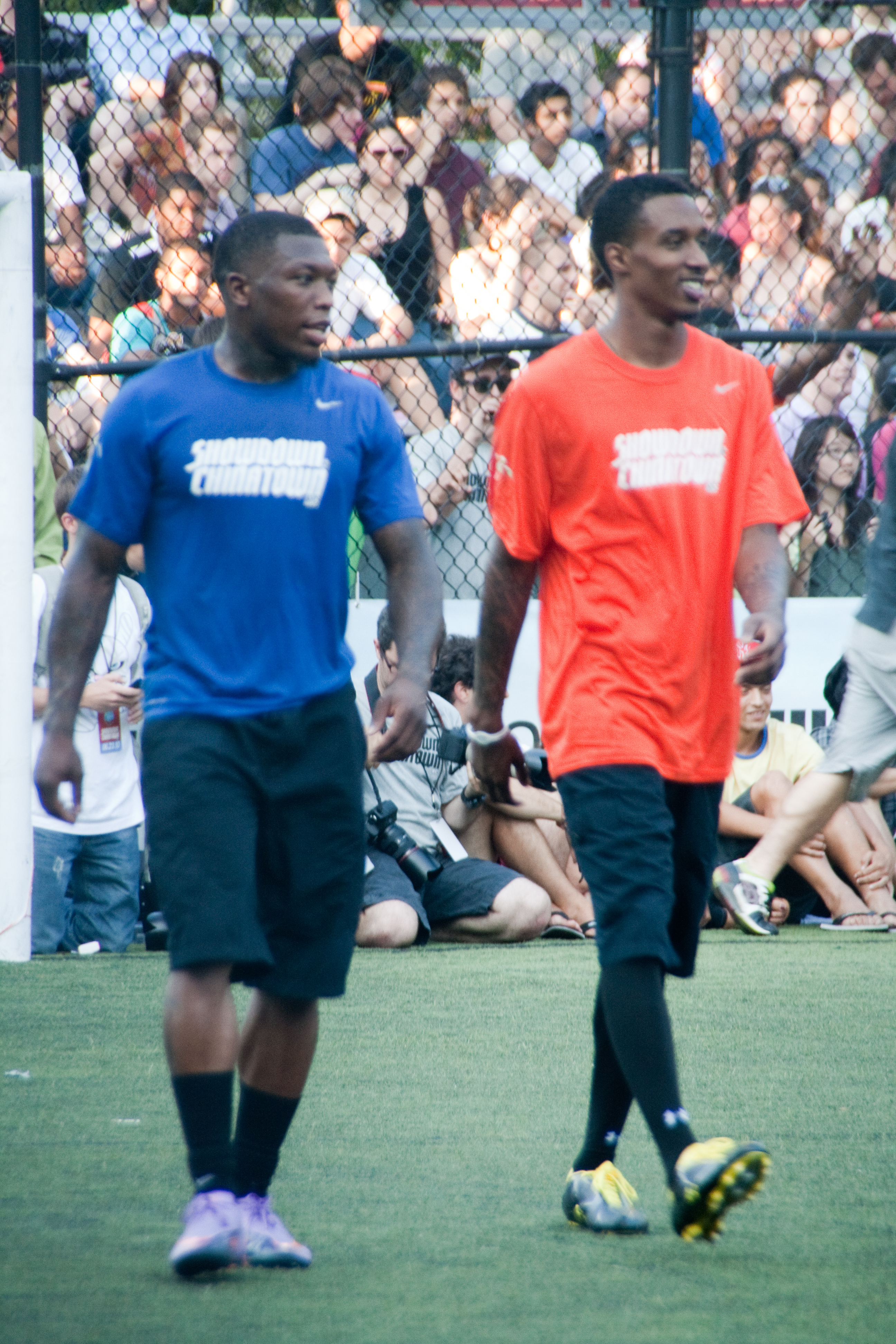
Робінсон (ліворуч) і Брендон Дженнінгс на благодійному футбольному матчі, 2010 рік

Батько Робінсона, Жак Робінсон, грав в американський футбол за «Хаскі» та ставав найціннішим гравцем Роуз Боул 1982 року й Орандж Боул 1985 року. 1987 року батько Робінсона задрафтований командою «Баффало Біллс» та відіграв один сезон у «Філадельфія Іглс», і завершив кар'єру в НФЛ. Мама керувала салоном краси в Сіетлі. Він також двоюрідний брат розігруючого Тоні Вротена. Прапрадід Робінсона по материнській лінії був філіппінцем.
Батько трьох дітей від його шкільної коханої.
Завзятий колекціонер автомобілів: володіє Jeep Grand Cherokee, Dodge Challenger і Hummer H2, а також синім Porsche Panamera і помаранчевим Cadillac CTS-V. Його улюблена машина — Pontiac Firebird.
2022 року розповів, що боровся із захворюванням нирок. У квітні 2024 року його ниркова хвороба настільки розвинулась, що він потребує пересадки нирки.

## Інша робота
2014 року випустив книгу «Heart over Height».
2014 року відкрив ресторан з куркою та вафлями в районі, де виріс і навчався в школі.
У червні 2016 року грав у тренувальній команді «Сіетл Сігокс».
2018 року зіграв роль Бутса в кінокомедії про баскетбол «Дядько Дрю».
У липні 2020 року оголосив, що збирається дебютувати в професійному боксі, у бою з професійним боксером і ютубером Джейком Полом у рамках андеркарту показового поєдинку Майка Тайсона проти Роя Джонса. Планувалось провести подію 12 вересня в спортивному парку Dignity Health у Карсоні, Каліфорнія. Однак у серпні Тайсон повідомив, що подію перенесли на 28 листопада, щоб максимізувати прибуток. Робінсон програв Полу нокаутом у другому раунді.

## Бокс
| No. | Результат | Рахунок | Суперник  | Вид | Раунд, час  | Дата              | Місце                            | Примітки |
| --- | --------- | ------- | --------- | --- | ----------- | ----------------- | -------------------------------- | -------- |
| 1   | Поразка   | 0–1     | Джейк Пол | KO  | 2 (6), 1:24 | 28 листопада 2020 | Стейплс-центр, Лос-Анджелес, США |          |